# Kwartet (kaartspel)

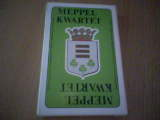
Meppel-kwartet

Kwartet is een kaartspel waarin getracht moet worden zo veel mogelijk kwartetten (vier bij elkaar horende kaarten) te verzamelen. Een kwartetspel bestaat dan ook uit een veelvoud van setjes van vier kaarten (kwartetten). Het aantal kwartetten in een spel varieert van 8 tot 20 kwartetten.  Het spel is eenvoudig waardoor het vooral onder kinderen populair is.

## De kaarten

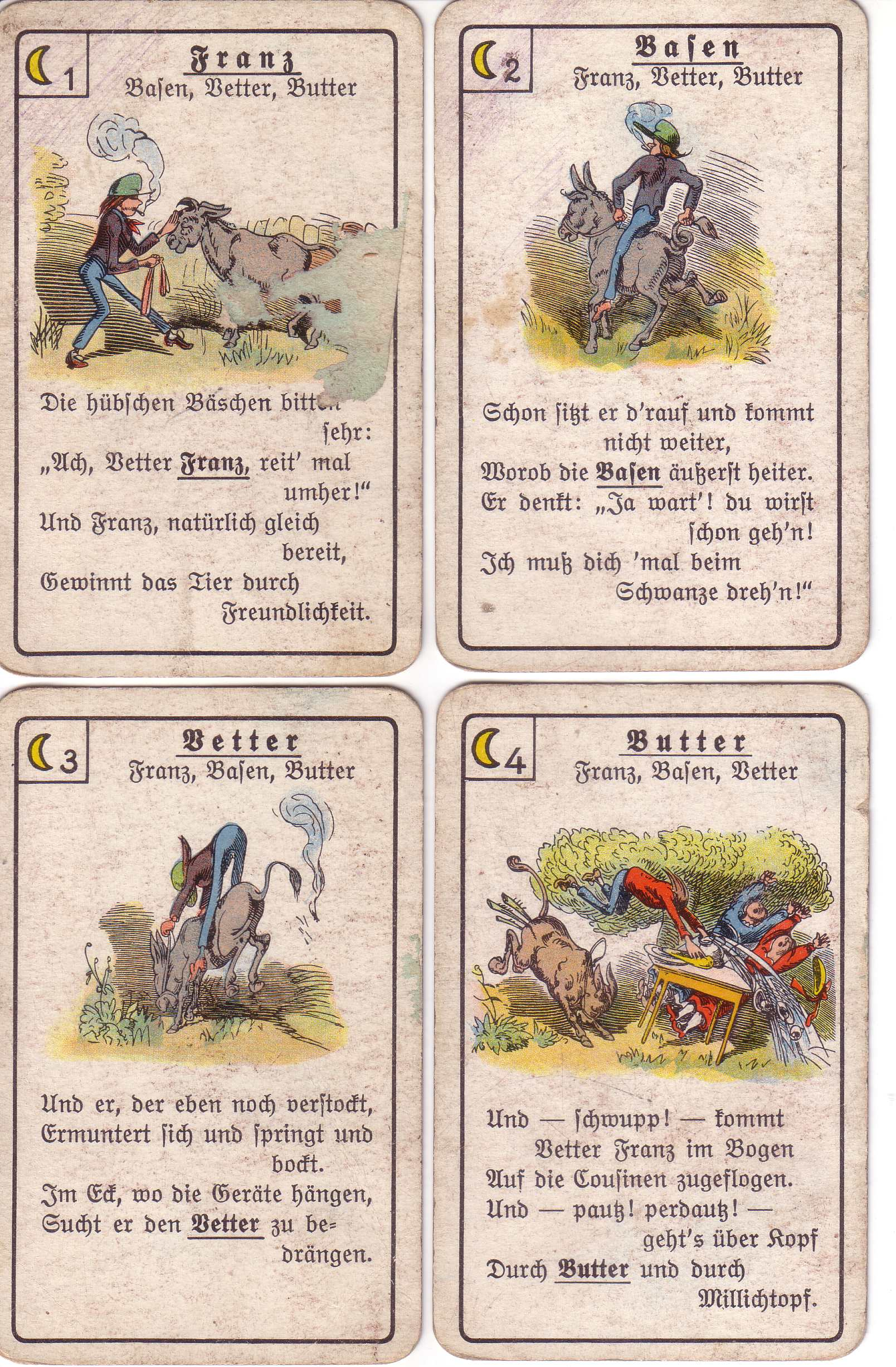
Vier kaarten uit een kwartetspel, hier gewijd aan tekeningen van Wilhelm Bush

De kaarten behandelen meestal één thema dat is uitgesplitst in steeds vier bij elkaar horende voorwerpen. Dat thema kan bijvoorbeeld dieren behandelen. De kaarten van een dierenkwartetspel tonen dan:
vier katachtigen (leeuw, tijger, huiskat, poema),
vier vissen (snoek, baars, haring, kabeljauw)
vier hoefdieren (paard, rund, schaap, geit)
enzovoort
De mogelijkheden zijn eindeloos: vier locomotieven uit verschillende landen, vier steden in verschillende landen, vier elektrische apparaten in verschillende kamers enz.
Hiernaast staat een kwartet uit een spel dat gewijd is aan de verhalen van Wilhelm Busch. De vier kaarten Franz, Nichten, Neef en Boter komen uit het verhaal Vetter Franz auf dem Esel. Bovenaan elke kaart staat de naam van de kaart, en daaronder de naam van de drie andere kaarten uit dat kwartet.
Dit is belangrijke informatie voor de spelers. Daarom is het belangrijk dat de spelers kunnen lezen. De Nederlandse tekenaar Dick Bruna ontwierp een kwartetspel waarop alleen plaatjes staan, waardoor dit spel ook voor kleinere kinderen geschikt is. Dit spel is ook ideaal voor mensen die dyslectisch zijn. Zij hoeven dan immers geen woorden te lezen.
Hoewel het niet gebruikelijk is, kan men ook met gewone speelkaarten spelen. Dan zijn de kwartetten uiteraard:
vier azen (hartenaas, ruitenaas, schoppenaas, klaverenaas),
vier tweeën (hartentwee, ruitentwee, schoppentwee, klaverentwee)
enzovoort
In Engelstalige landen is het spel bekend als Happy families. De kaarten zijn dan gewijd aan de vader, moeder, zoon en dochter van een groot aantal fictieve gezinnen.

## Spelverloop
De kaarten worden geschud en onder de spelers verdeeld. Het is mogelijk dat sommige spelers een kaart meer krijgen dan anderen. Een speler begint door aan een willekeurige andere speler een andere kaart te vragen van hetzelfde kwartet waarvan de vragende speler al een of meer kaarten in bezit heeft. Deze vraag wordt meestal als volgt geformuleerd: "Mag ik van Bram van de Hoefdieren de Geit?" Als Bram deze kaart heeft, moet hij deze geven en mag de vragende speler verder vragen. Als Bram de kaart niet heeft, is het zijn beurt om kaarten te vragen. 
Wie om een kaart vraagt, moet zelf al minstens een kaart uit dat kwartet bezitten. Wie een compleet kwartet heeft, kan deze kaarten dus niet meer verliezen.
Het geldt als een ernstige overtreding om het bezit van een kaart te ontkennen terwijl je die kaart wel hebt.
Het kan toegestaan zijn om, als misleiding,  een ander een kaart te vragen die je zelf hebt, maar dat kost je dus wel een beurt. 
Als een speler alle vier kaarten van een kwartet heeft, maakt hij dit bekend en legt het kwartet opzij. Doet hij dat niet, dan maakt dat weinig verschil: het is immers niet mogelijk dat iemand hem de vier kaarten nog afhandig maakt. De speler die aan het eind (als niemand meer losse kaarten heeft) de meeste kwartetten heeft, is de winnaar.
Er kan zich een situatie voordoen waarbij niet duidelijk is hoe het spel verder moet gaan:
- Een speler maakt een kwartet en heeft geen kaarten meer in de hand. Het is nog steeds zijn beurt om kaarten te vragen, maar hij mag volgens de regels alleen vragen om kaarten uit een kwartet dat hij in de hand heeft.
- Er zijn nog twee spelers over en er zijn nog twee of meer kwartetten onvoltooid. De speler die de beurt heeft kan nu alle resterende kwartetten winnen, wat als onrechtvaardig wordt beschouwd.

Als het spel met twee spelers gespeeld wordt, is een stok nodig. Beide spelers krijgen een aantal kaarten en de rest gaat in de stok. Als een speler een kaart vraagt die de ander niet heeft, mag hij een kaart uit de stok halen (en is de ander aan de beurt). Bovenstaande misleidingsvraag heeft hier als voordeel dat je een extra kaart mag pakken. 
Door goed op te letten, kan men concluderen wie welke kaarten heeft. Bijvoorbeeld (met het dierenkwartet):
Alice vraagt de kaart Leeuw aan Bob. Bob heeft die kaart en geeft hem aan Alice. Iedereen weet nu dat Alice de Leeuw heeft en nog minstens één andere katachtige (bijvoorbeeld de Kat).
Alice gaat verder en vraagt de Poema aan Bob, maar Bob heeft die kaart niet. Iedereen weet nu dat een van de andere spelers de Poema heeft, tenminste als Alice geen misleidende vraag heeft gesteld (d.i. gevraagd om een kaart die ze zelf heeft).
Nu is Bob aan de beurt. Heeft Bob zelf nog een kaart van de katachtigen (bijvoorbeeld de Tijger), dan weet hij dat Alice de Leeuw en de Kat heeft. Die kan hij terugvragen. Daarna moet hij nog op zoek naar de Poema.
Bob vraagt de Poema aan Margreet. Lukt dat, dan heeft Bob een kwartet voltooid. Lukt het niet, dan is de beurt aan Margreet. Margreet heeft geen enkele katachtige, dus zal ze met een ander kwartet aan het werk moeten gaan.
Een tijdje later krijgt Fred de beurt. Hij heeft de Poema. Als hij goed opgelet heeft, kan hij de drie andere kaarten aan Bob vragen.
Toen Bob de beurt kreeg, begon hij met twee kaarten aan Alice te vragen. Daarmee stelde hij Alice buiten spel, ze had geen enkele katachtige meer en was niet meer in staat katachtigen te verzamelen. Maar Fred wist toen dat Bob de drie ontbrekende katachtigen had. Als Bob de twee kaarten van Alice niet had gevraagd, kon Fred van de Kat en de Tijger niet weten wie ze had.

## Technisch kwartet
Een technisch kwartetspel heeft als extra op elke kaart een aantal gegevens van het afgebeelde voorwerp. In het voorbeeld van de locomotieven kunnen dat zijn: motorvermogen, rijdraadspanning, lengte, gewicht enzovoort. De spelregels zijn nu: de vragende speler noemt de in zijn ogen beste eigenschap van de bovenste kaart. Alle andere spelers vergelijken hun eigen bovenste kaart op dit genoemde punt. Wie de beste kaart heeft, krijgt de kaarten van de andere spelers. Ieder houdt zijn kaarten goed in de gaten om een ontstaan kwartet te vinden. De volgorde van de kaarten mag nooit worden veranderd. Wie de meeste kaarten heeft verzameld is winnaar. In een spel van twee of meer is er altijd een stok nodig. Je verdeelt de kaarten over de spelers en de rest van de kaarten gaat in de stok. Als de andere speler (aan wie je de kaart vroeg) de kaart niet heeft moet je een kaart van de stok pakken. Als je van de andere speler al een kaart hebt gekregen mag je nog een keer vragen en als de andere speler de kaart dan niet heeft mag je niet meer pakken en is de andere aan de beurt.

## Geschiedenis
Over de geschiedenis van het kwartetspel is weinig bekend. Vermoed wordt dat het een oud-Nederlands spel is, maar zeker is dit niet. Kwartetkaarten zijn vaak als promotie-artikel uitgegeven door bijvoorbeeld autofabrikanten of regionale overheden, om zo hun producten of streek onder de aandacht te brengen. Daarnaast zijn er veel educatieve kwartetten verschenen om met name kinderen op speelse wijze over allerhande onderwerpen te onderwijzen. Voorbeelden zijn: vissen, planten, dieren enzovoort. Tegenwoordig is het op verschillende websites ook mogelijk om zelf een kwartetspel te maken met eigen foto's en teksten.